# Шеппард, Мелвин
Мелвин Уинфилд Шепперд (англ. Melvin Whinfield Sheppard; 5 сентября 1883, Алмонессон Лейк — 4 января 1942, Нью-Йорк) — американский легкоатлет, четырёхкратный чемпион летних Олимпийских игр.
Шепперд, получивший прозвище «Несравненный Мел» (англ. Peerless Mel), впервые выиграл чемпионат страны в 1906 году на дистанции 880 ярдов, и повторил свой успех на двух последующих соревнованиях. После этого он стал одним из фаворитов в беге на средние дистанции на летних Олимпийских играх 1908 в Лондоне. Он выиграл забеги на 800 м и 1500 м, установив при этом новые олимпийские рекорды, и смешанную эстафету, в которой он бежал на последней 800-метровой дистанции.
После Игр он ещё раз выиграл национальный чемпионат в 1911 и 1912 годах, и вновь принял участие в Олимпийских играх 1912 в Стокгольме. Вместе со своей командой Шепперд стал в четвёртый раз чемпионом в эстафете 4×400 м, а также занял второе место в гонке на 800 м.
Шепперду также принадлежат несколько неофициальных мировых рекордов как в эстафетах, так и в индивидуальных гонках.
После ухода из спорта Шепперд стал адвокатом. Он был включён в Американский легкоатлетический зал славы в 1989 году.